# Iglesia de San Pedro Apóstol (Blancas)
La iglesia de San Pedro Apóstol de Blancas (Provincia de Teruel, España) es un edificio complejo, fruto de varias reformas y ampliaciones sucesivas a partir de una nave única con ábside semicircular de época románica, núcleo original que se recreció en altura y al que se añadieron varias capillas laterales y dos tramos más a los pies, donde se construyó un coro alto. 
La fábrica es de sillar y mampuesto, diferenciándose claramente las diversas etapas constructivas dentro del conjunto. Al exterior solo destaca la portada neoclásica abierta en arco de medio punto y flanqueada por pilastras estriadas que sostienen un entablamento sobre el que se observa un frontón curvo que cobija una pequeña hornacina. 
Adosada en el lado del Evangelio existe una maciza torre de dos cuerpos realizada en mampostería. 
El interior aparece totalmente enlucido, presentando gran variedad de cubiertas: bóvedas de crucería sencilla, estrellada, con lunetos, cupulines, etc. 